# Андерсон (Мисури)
Андерсон (енгл. Anderson) град је у америчкој савезној држави Мисури.

## Демографија
По попису из 2010. године број становника је 1.961, што је 105 (5,7%) становника више него 2000. године.
| Група             | 2000.         | 2010.         |
| Белци             | 1.671 (90,0%) | 1.629 (83,1%) |
| Афроамериканци    | 11 (0,6%)     | 8 (0,4%)      |
| Азијати           | 3 (0,2%)      | 12 (0,6%)     |
| Хиспаноамериканци | 64 (3,4%)     | 191 (9,7%)    |
| Укупно            | 1.856         | 1.961         |